# Aramides wolfi
Aramides wolfi là một loài chim trong họ Rallidae.